# Oscar 2003
A 75.ª cerimônia do Oscar ou Oscar 2003 (no original: 75th Academy Awards), apresentada pela Academia de Artes e Ciências Cinematográficas (AMPAS) em 23 de março de 2003, homenageou os melhores filmes, atores e técnicos de 2002.

## Prêmios
Negrito indica o vencedor dentro de cada categoria.
| Melhor Filme - Chicago – Martin Richards - Gangs of New York – Alberto Grimaldi e Harvey Weinstein - The Hours – Robert Fox e Scott Rudin - The Lord of the Rings: The Two Towers – Barrie M. Osborne, Peter Jackson e Fran Walsh - The Pianist – Roman Polanski, Alain Sarde e Robert Benmussa                                  | Melhor Diretor - Roman Polanski – The Pianist - Rob Marshall – Chicago - Martin Scorsese – Gangs of New York - Stephen Daldry – The Hours - Pedro Almodóvar – Hable con ella |
| Melhor Ator/Actor - Adrien Brody – The Pianist como Władysław Szpilman - Nicolas Cage – Adaptation. como Charlie Kaufman / Donald Kaufman - Michael Caine – The Quiet American como Thomas Fowler - Daniel Day-Lewis – Gangs of New York como Bill "The Butcher" Cutting - Jack Nicholson – About Schmidt como Warren R. Schmidt | Melhor Atriz/Actriz - Nicole Kidman – The Hours como Virginia Woolf - Salma Hayek – Frida como Frida Kahlo - Diane Lane – Unfaithful como Constance "Connie" Sumner - Julianne Moore – Far from Heaven como Cathy Whitaker - Renée Zellweger – Chicago como Roxie Hart |
| Melhor Ator/Actor Coadjuvante/Secundário - Chris Cooper – Adaptation. como John Laroche - Ed Harris – The Hours como Richard "Richie" Brown - Paul Newman – Road to Perdition como John Rooney - John C. Reilly – Chicago como Amos Hart - Christopher Walken – Catch Me If You Can como Frank Abagnale                          | Melhor Atriz/Actriz Coadjuvante/Secundária - Catherine Zeta-Jones – Chicago como Velma Kelly - Kathy Bates – About Schmidt como Roberta Hertzel - Queen Latifah – Chicago como Matron "Mama" Morton - Julianne Moore – The Hours como Laura McGrath Brown - Meryl Streep – Adaptation. como Susan Orlean                                                                                             |
| Melhor Roteiro/Argumento - Original - Hable con ella – Pedro Almodóvar - Far from Heaven – Todd Haynes - Gangs of New York – Jay Cocks, Steven Zaillian e Kenneth Lonergan - My Big Fat Greek Wedding – Nia Vardalos - Y tu mamá también – Carlos Cuarón e Alfonso Cuarón                                                        | Melhor Roteiro/Argumento - Adaptado - The Pianist – Ronald Harwood por The Pianist de Władysław Szpilman - About a Boy – Peter Hedges, Chris Weitz e Paul Weitz por About a Boy de Nick Hornby - Adaptation. – Charlie Kaufman por The Orchid Thief de Susan Orlean - Chicago – Bill Condon por Chicago de Maurine Dallas Watkins - The Hours – David Hare por The Hours de Michael Cunningham       |
| Melhor Filme de Animação - Sen to Chihiro no Kamikakushi – Hayao Miyazaki - Ice Age – Chris Wedge - Lilo & Stitch – Chris Sanders - Spirit: Stallion of the Cimarron – Jeffrey Katzenberg - Treasure Planet – Ron Clements | Melhor Filme Estrangeiro - Nirgendwo in Afrika ( Alemanha) – Caroline Link - El crimen del padre Amaro ( México) – Carlos Carrera - Yīngxióng ( China) – Zhang Yimou - Mies vailla menneisyyttä ( Finlândia) – Aki Kaurismäki - Zus & Zo ( Países Baixos) – Paula van der Oest |
| Melhor Documentário em Longa-metragem - Bowling for Columbine – Michael Moore e Michael Donovan - Daughter from Danang – Gail Dolgin e Vicente Franco - Prisoner of Paradise – Malcolm Clarke e Stuart Sender - Spellbound – Jeffrey Blitz e Sean Welch - Le peuple migrateur – Jacques Perrin                                   | Melhor Documentário em Curta-metragem - Twin Towers – Bill Guttentag e Robert David Port - The Collector of Bedford Street – Alice Elliott - Mighty Times: The Legacy of Rosa Parks – Robert Hudson e Bobby Houston - Why Can't We Be a Family Again? – Roger Weisberg e Murray Nossel |
| Melhor Curta-metragem - Der er en yndig mand – Martin Strange-Hansen e Mie Andreasen - Fait D’Hiver – Dirk Beliën e Anja Daelemans - J'attendrai le suivant – Philippe Orreindy e Thomas Gaudin - Inja – Steven Pasvolsky e Joe Weatherstone - Johnny Flynton – Lexi Alexander e Alexander Buono                                 | Melhor Animação em Curta-metragem - The ChubbChubbs! – Eric Armstrong - Das Rad – Chris Stenner e Heidi Wittlinger - Katedra – Tomasz Bagiński - Mike's New Car – Pete Docter e Roger Gould - Atama-yama – Koji Yamamura |
| Melhor Trilha Sonora/Banda Sonora - Frida – Elliot Goldenthal - Catch Me If You Can – John Williams - Far from Heaven – Elmer Bernstein - The Hours – Philip Glass - Road to Perdition – Thomas Newman | Melhor Canção original - "Lose Yourself" por 8 Mile – Eminem, Jeff Bass e Luis Resto - "I Move On" por Chicago – John Kander e Fred Ebb - "Burn It Blue" por Frida – Elliot Goldenthal e Julie Taymor - "The Hands That Built America" por Gangs of New York – Bono, The Edge, Adam Clayton e Larry Mullen Jr. - "Father and Daughter" por The Wild Thornberrys Movie – Paul Simon                   |
| Melhor Edição de Som - The Lord of the Rings: The Two Towers – Mike Hopkins e Ethan Van der Ryn - Minority Report – Richard Hymns e Gary Rydstrom - Road to Perdition – Scott Hecker | Melhor mixagem/mistura de Som - Chicago – Michael Minkler, David Lee e Dominick Tavella - Gangs of New York – Tom Fleischman, Eugene Gearty e Ivan Sharrock - The Lord of the Rings: The Two Towers – Christopher Boyes, Michael Semanick, Michael Hedges e Hammond Peek - Road to Perdition – Scott Millan, Bob Beemer e John Pritchett - Spider-Man – Kevin O'Connell, Greg P. Russell e Ed Novick |
| Melhor Direção de Arte - Chicago – John Myhre e Gordon Sim - Frida – Felipe Fernández del Paso e Hania Robledo - Gangs of New York – Dante Ferretti e Francesca Lo Schiavo - The Lord of the Rings: The Two Towers – Grant Major, Dan Hennah e Alan Lee - Road to Perdition – Dennis Gassner e Nancy Haigh                       | Melhor Cinematografia/Fotografia - Road to Perdition – Conrad Hall - Chicago – Dion Beebe - Far from Heaven – Edward Lachman - Gangs of New York – Michael Ballhaus - The Pianist – Paweł Edelman |
| Melhor Maquiagem - Frida – John E. Jackson e Beatrice De Alba - The Time Machine – John M. Elliott Jr. e Barbara Lorenz | Melhor Figurino - Chicago – Colleen Atwood - Frida – Julie Weiss - Gangs of New York – Sandy Powell - The Hours – Ann Roth - The Pianist – Anna B. Sheppard |
| Melhor Edição/Montagem - Chicago – Martin Walsh - Gangs of New York – Thelma Schoonmaker - The Hours – Peter Boyle - The Lord of the Rings: The Two Towers – Michael Horton - The Pianist – Hervé de Luze | Melhores Efeitos Visuais - The Lord of the Rings: The Two Towers – Jim Rygiel, Randall William Cook, Alex Funke e Joe Letteri - Spider-Man – John Dykstra, Scott Stokdyk, Anthony LaMolinara e John Frazier - Star Wars: Episode II – Attack of the Clones – Rob Coleman, Pablo Helman, John Knoll e Ben Snow                                                                                        |

## Filmes com múltiplas indicações
Treze
- Chicago

Dez
- Gangues de Nova York

Nove
- As Horas

Sete
- O Pianista

Seis
- O Senhor dos Anéis: As Duas Torres
- Frida
- Estrada Para Perdição

Quatro
- Adaptação
- Longe do Paraíso

Dois
- Fale com Ela
- As Confissões de Schmidt
- Prenda-me Se For Capaz
- Homem-Aranha

## Filmes com múltiplos Oscars
Seis
- Chicago

Três
- O Pianista

Dois
- Frida
- O Senhor dos Anéis: As Duas Torres